# Aphaniosoma apicalis
Aphaniosoma apicalis är en tvåvingeart som först beskrevs av Leander Czerny 1929.  Aphaniosoma apicalis ingår i släktet Aphaniosoma och familjen gulflugor.
Artens utbredningsområde är Spanien. Inga underarter finns listade i Catalogue of Life.